# Печенізьке водосховище
 Печені́зьке водосховище  — велике руслове водосховище на річці Сіверський Донець, розташоване у Харківській області.

## Опис
В 1932 році було прийнято рішення про будівництво водопроводу від річки Сіверський Донець у районі  селища міського типу Кочеток до Харкова.  В той час місто інтенсивно розвивалось та потребувало великої кількості води. Водопостачання Харкова здійснювалося лише з артезіанських свердловин.
В 1933 році розпочалося будівництво основних об’єктів станції. Побудована Кочетоцька водопровідна станція потужністю 50 тис. куб. м води на добу не задовольняла потреби міста. Тому було прийнято рішення про будівництво дамби в районі Печеніг.
Спорудження Печенізького водосховища відбувалося з 1958 по 1962 рік. З серпня 1962 почалося наповнення водосховища, яке поступово продовжувалося аж до весняної повені 1964 року. З того часу об'єм водосховища залишався незмінним близько 0.4 км³. Підпор водосховища зберігається до річки Вовча.
Печенізьке водосховище входить до Печенізького гідровузла, що належить до ВУВГ “Донець”(Виробниче управління водопровідного господарства), в яке входить Кочетоцька водопровідна станція, три блоки водопровідних споруд Роганської насосної станції і більш ніж 200 км магістральних водопроводів. На сьогодні  ВУВГ “Донець” постачає м. Харкову 700 тис. куб. м води на добу. 

### Російсько-українська війна
20 вересня 2022 року у результаті обстрілів з боку російських військ було зруйновано верхній шлюз Печенізької дамби на Харківщині, жертв та постраждалих немає. Мешканців смт Печеніги Харківської області попередили про можливе підтоплення будинків через удари загарбників по Печенізькій дамбі.

## Основні параметри водосховища
- нормальний підпірний рівень — 100.5 м;
- форсований підпірний рівень — 102.1 м;
- рівень мертвого об'єму — 94.5 м;
- повний об'єм — 383 млн м³;
- корисний об'єм — 341 млн м³;
- площа дзеркала — 8 620 га;
- довжина — 75 км;
- середня ширина — 1,15 км;
- максимальні ширина — 4,0 км;
- середня глибина — 4,44 м;
- максимальна глибина — 14,0 м.

## Основні гідрологічні характеристики
- Площа водозбірного басейну — 8 400 км².
- Річний об'єм стоку 50 % забезпеченості — 703 млн м³.
- Паводковий стік 50 % забезпеченості — 403 млн м³.
- Максимальні витрати води 1 % забезпеченості — 1 940 м³/с.

Гребля Печенізького водосховища розташована в селищі Печеніги, яке (як і водосховище) отримало назву від кочових племен печенігів, які мешкали на цих землях в IX—X століттях від Р. Х.. На правому березі водосховища розташовано селище Старий Салтів, яке, завдяки спорудженню водосховища, перетворилося на базу відпочинку для харків'ян. На Печенізькому водосховищі багато піщаних пляжів, піонерських таборів і будинків відпочинку.
У 2015 році в рамках державної програми розвитку альтернативної малої енергетики планувалось створення при греблі водосховища малої ГЕС.

## Склад гідротехнічних споруд
- Глуха земляна гребля довжиною — 1083 м, висотою — 22 м, шириною — 12 м. Закладення верхового укосу — 1:5 — 1:30.
- Бетонна водоскидна гребля трапецеідального профілю із 8-ми прольотів, шириною кожного прольоту — 12,0 м, обладнані плоскими металевими затворами.
- Донний водоспуск — у вигляді прямокутної галереї розмірами 3,0×4,0 м, довжиною — 55,0 м.
- Трубчатий водовипуск — у вигляді двохвічкової труби діаметром 150 мм, довжиною — 70,0 м.

## Використання водосховища
Водосховище використовується для промислового, комунального і сільськогосподарського водопостачання м. Харкова, рибного господарства та рекреації.

## Галерея

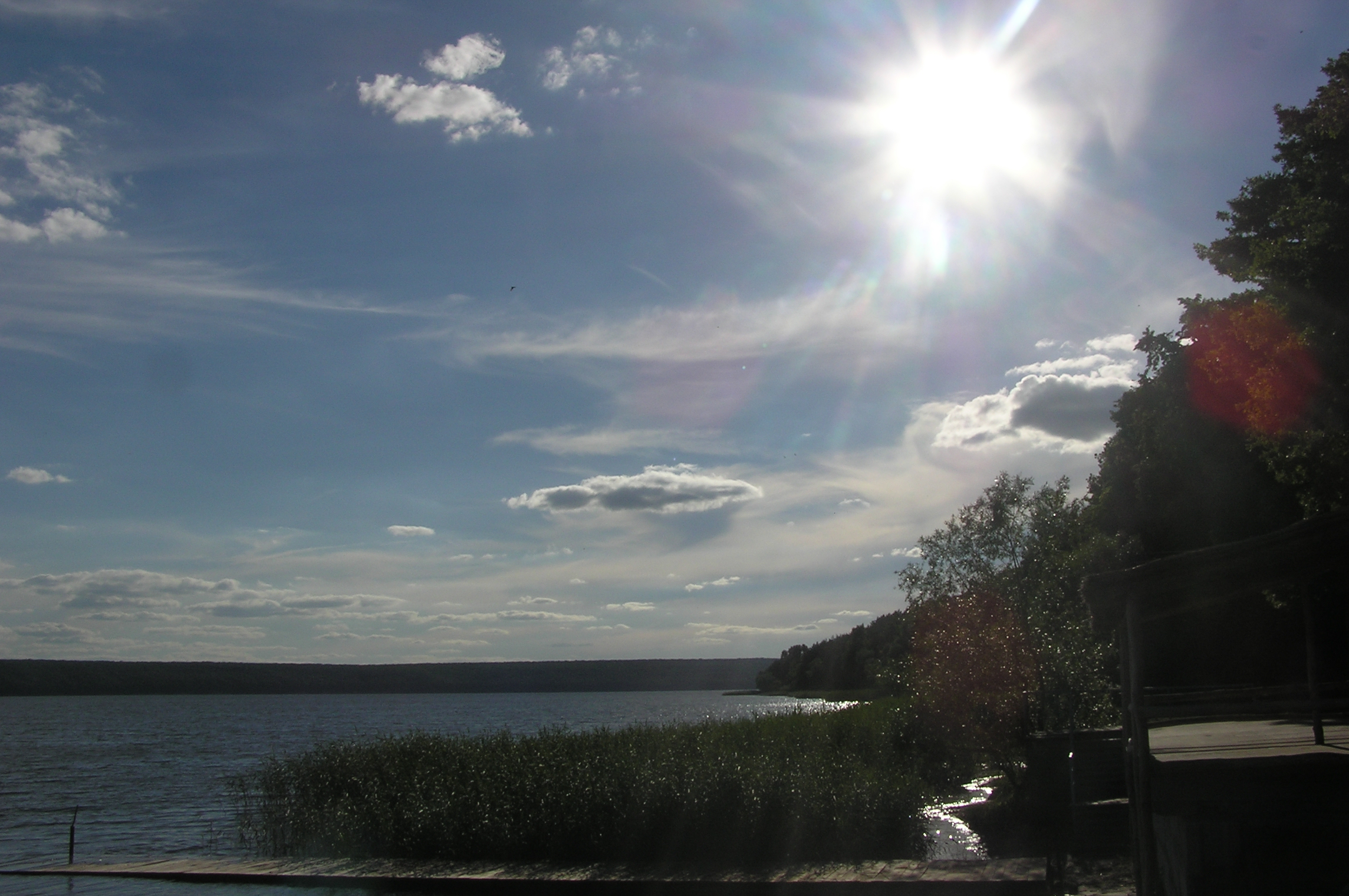
Вид на водосховище влітку 2005 року (біля с. Мартове, пляж бази відпочинку «Елат»)
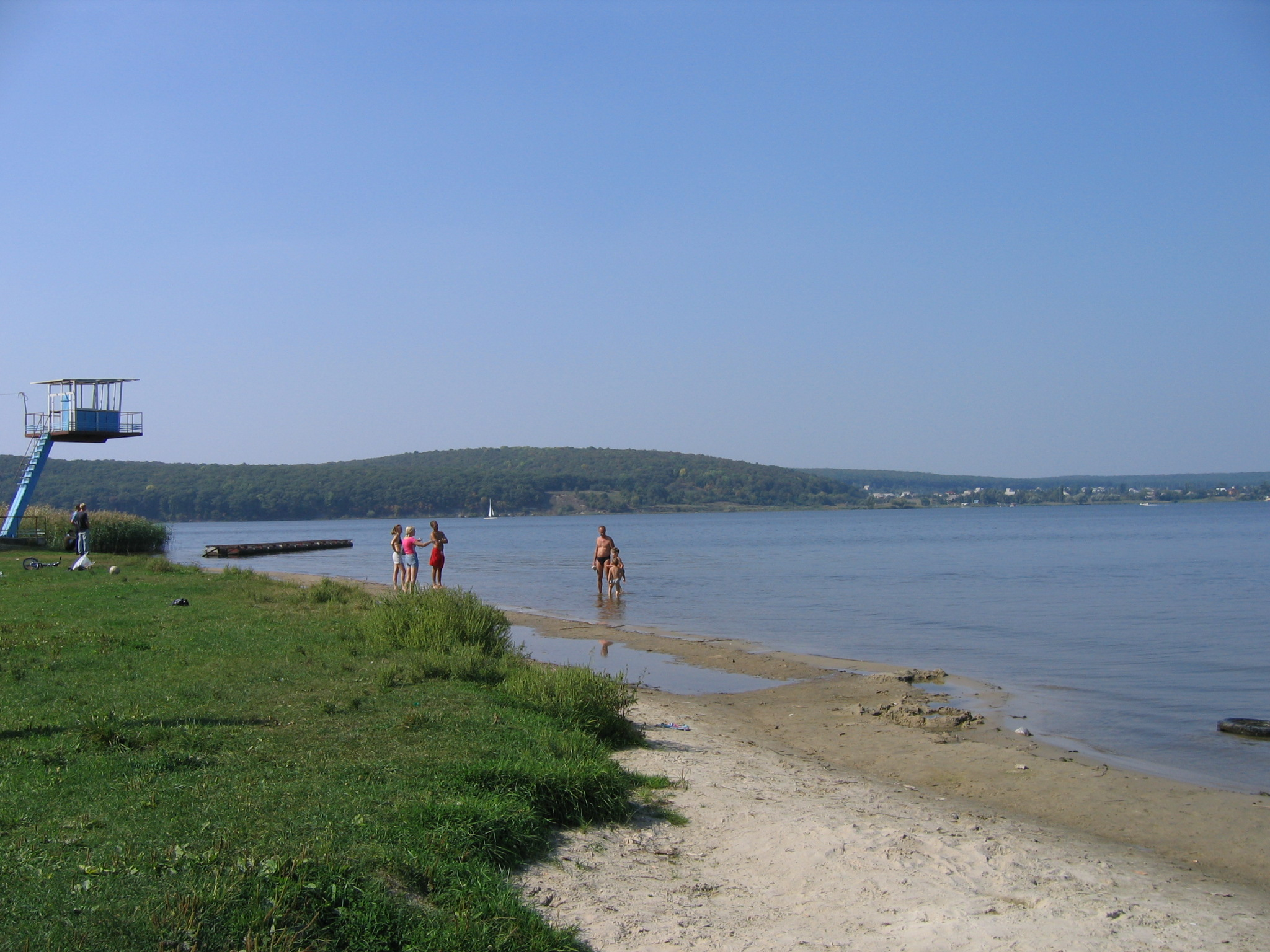
Вид на водосховище восени 2005 року (пляж б/в ім. Соіча, Чугуївський район)
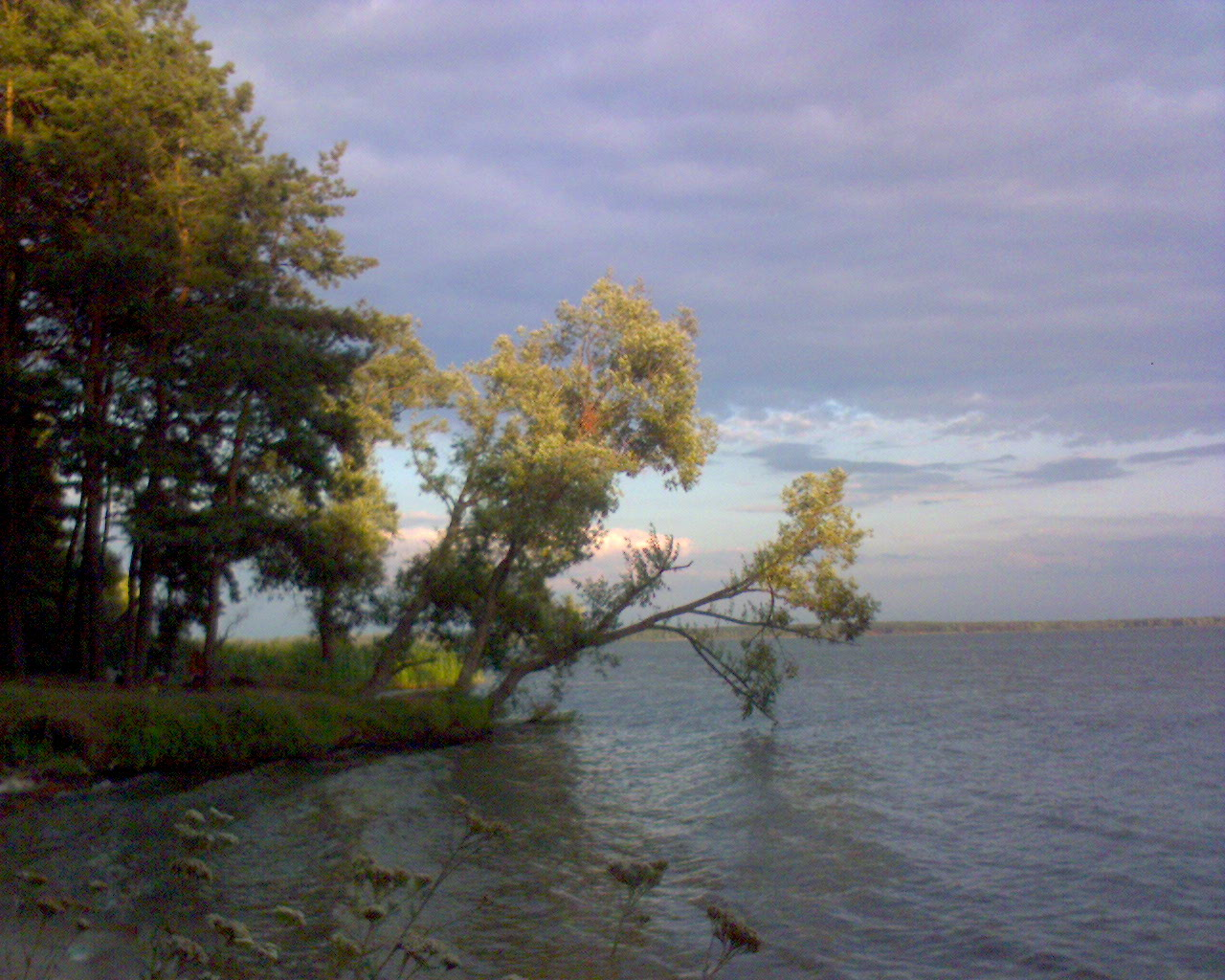
Вид на водосховище влітку 2006 року (біля с. Мартове)
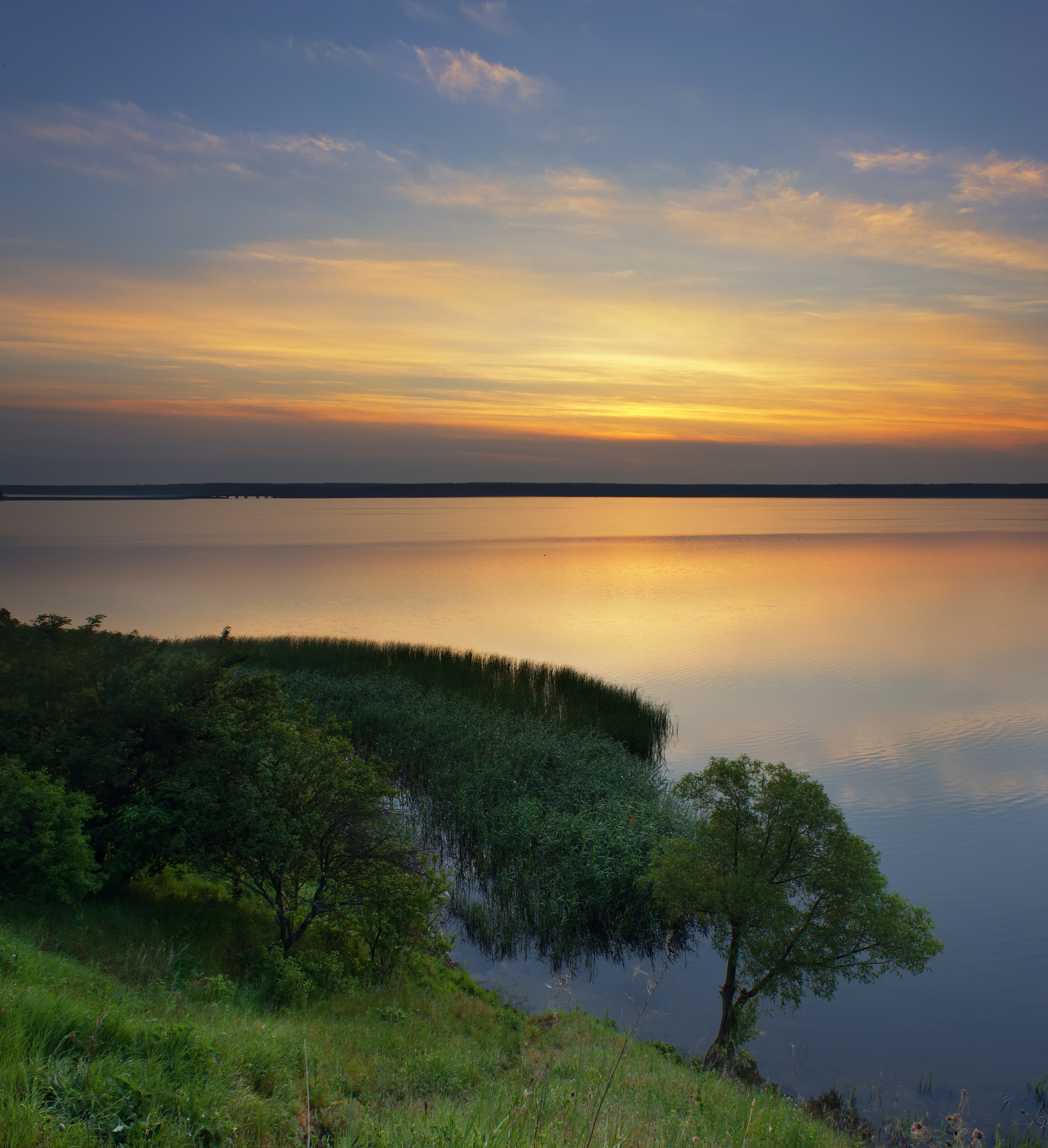
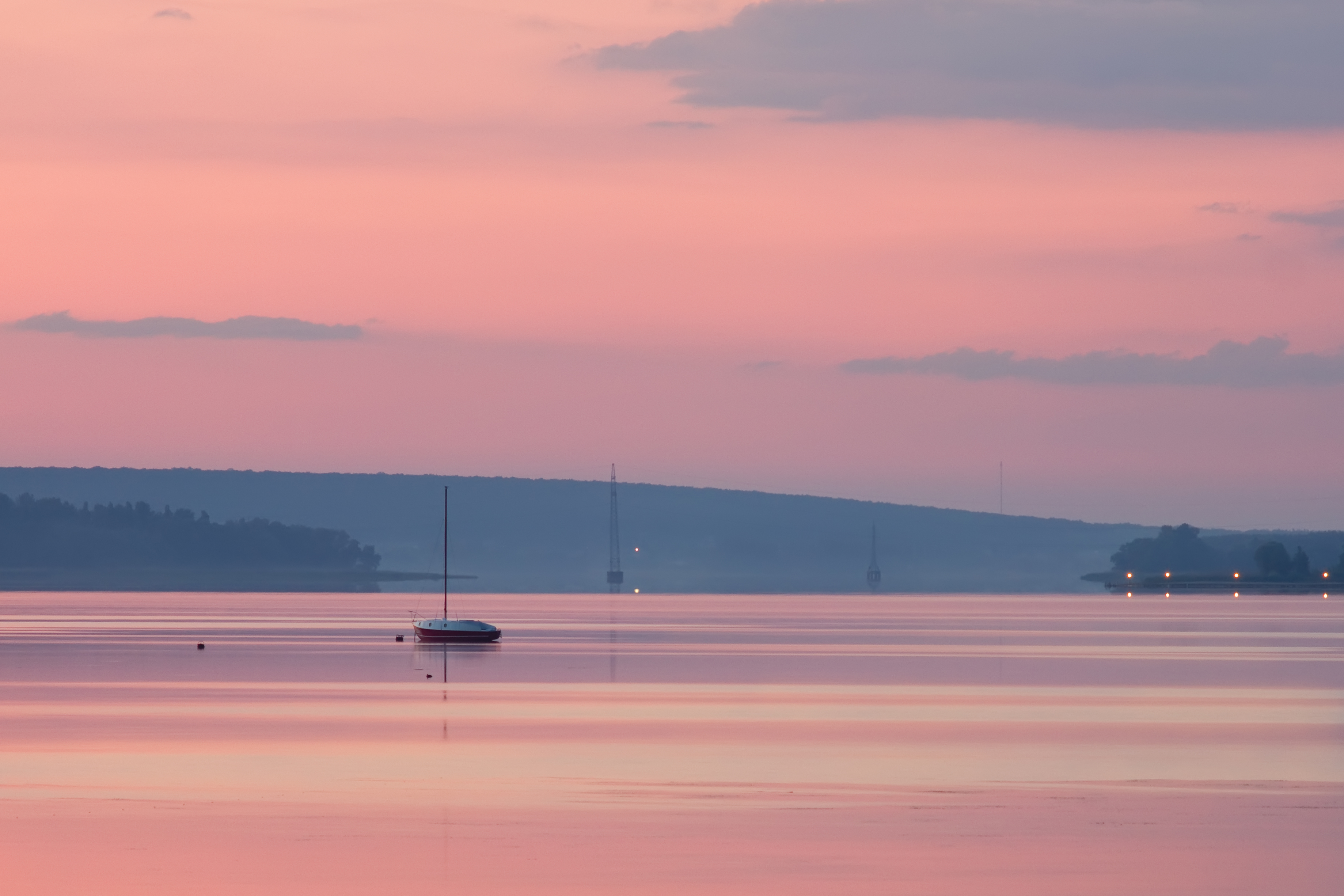
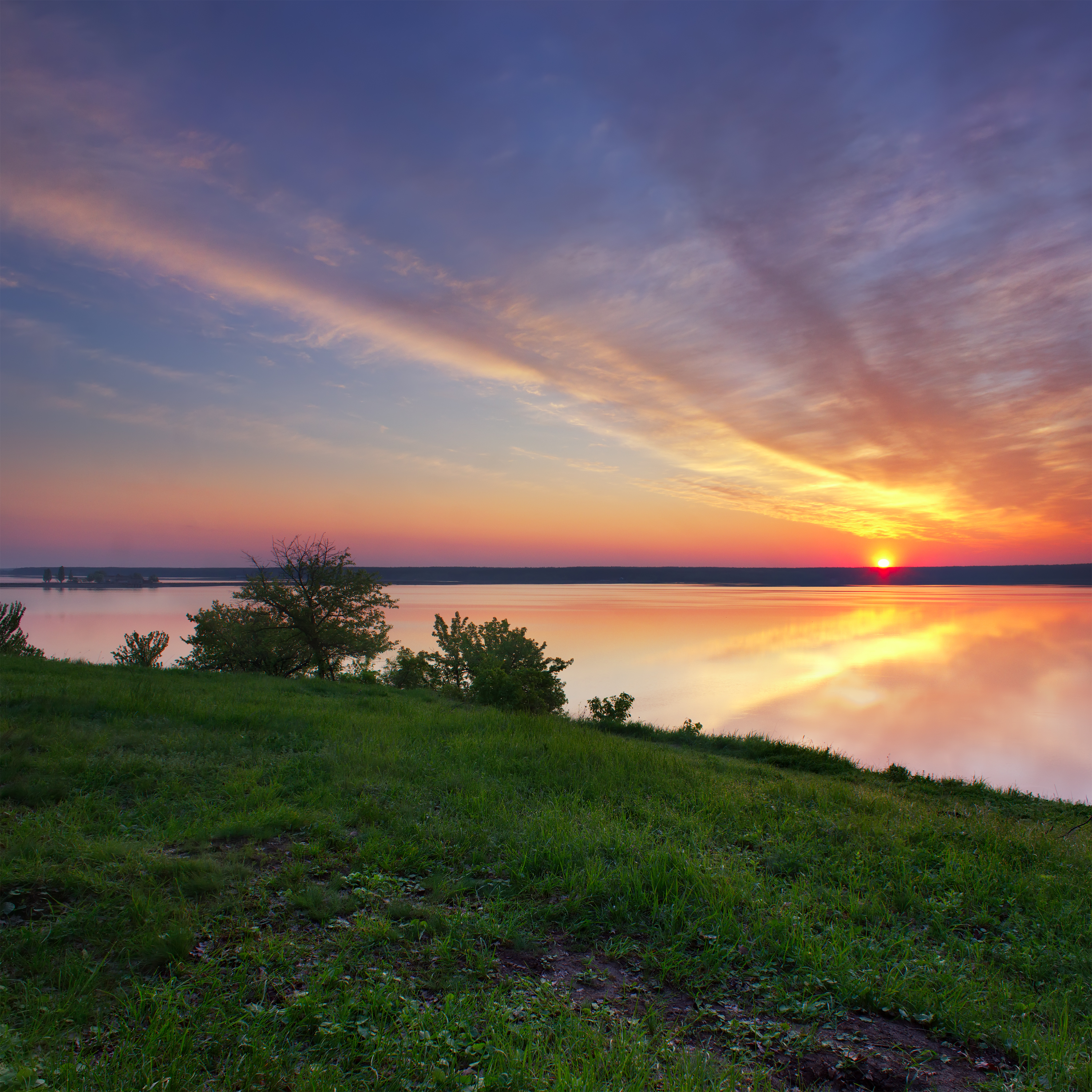
Світанок на березі Печенізького водосховища
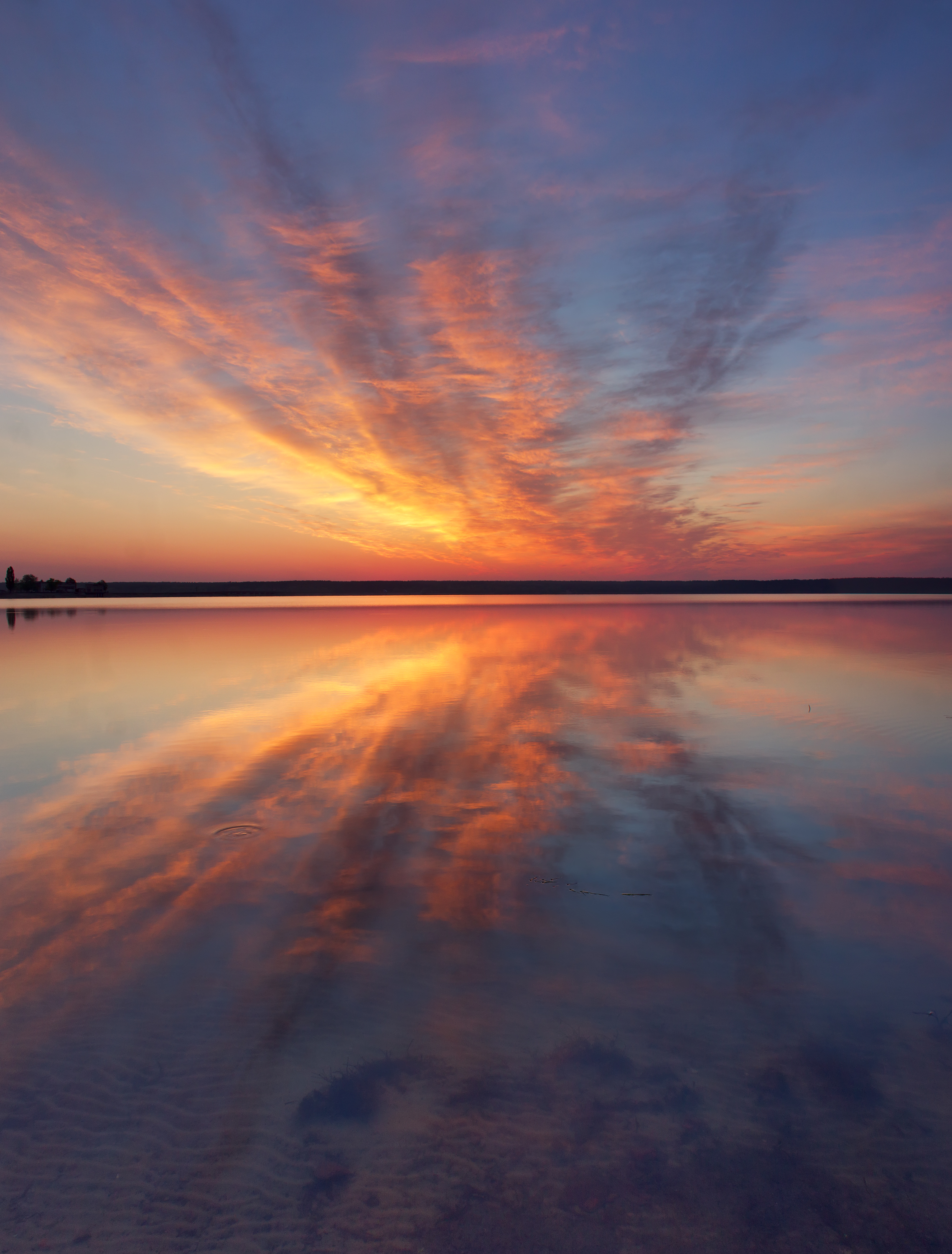
смт. Старий Салтів, Печенізьке водосховище